# Kommunale Verdienstmedaille

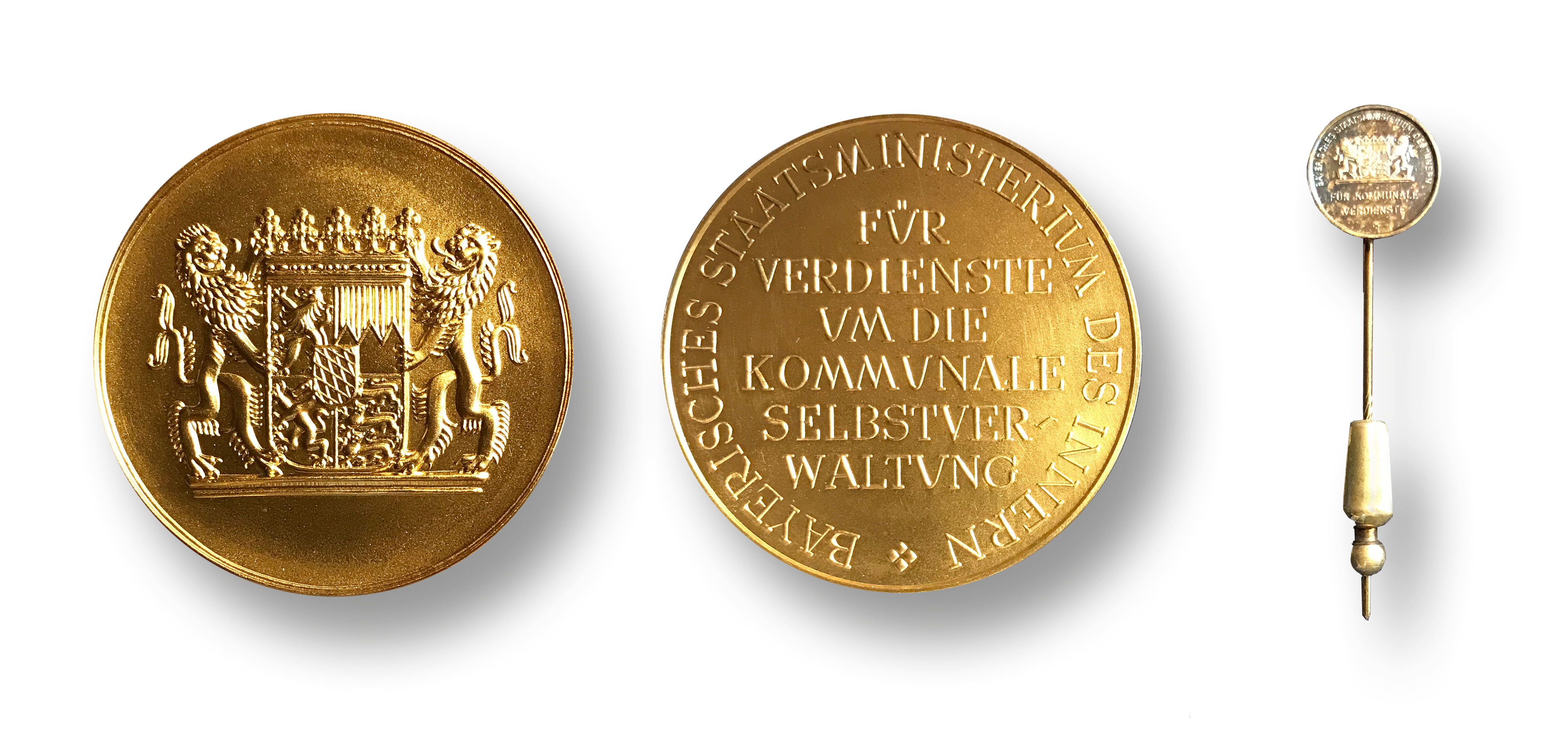
Bayerische Verdienstmedaille für "kommunale Selbstverwaltung" in Gold, mit zugehöriger Reversnadel

Die Kommunale Verdienstmedaille (auch: Medaille für besondere Verdienste um die kommunale Selbstverwaltung) ist eine in Bayern seit 1966 vom Bayerischen Staatsministerium des Innern jährlich verliehene Auszeichnung für Tätigkeiten in kommunalen Ehrenämtern, insbesondere für Mandatsträger, „für langjähriges verdienstvolles Wirken in der kommunalen Selbstverwaltung“. 
Sie wird in den Stufen Gold, Silber oder Bronze vergeben, ist nicht zum Tragen in der Öffentlichkeit bestimmt und ist kein Orden oder Ehrenzeichen im Sinne der Bayerischen Verfassung. Über die Verleihung der Medaille wird eine Urkunde ausgestellt und seit 1989 auch eine Anstecknadel überreicht.
Als erste Stufe der Ehrung für Verdienste in der kommunalen Selbstverwaltung verleiht der Staatsminister des Innern außerdem für langjähriges verdienstvolles Wirken eine Dankurkunde (ohne Medaille).
Vorschläge über zu ehrende Persönlichkeiten können bei den Landratsämtern (in der Regel bei der Kommunalaufsicht) eingereicht werden.